# السماء الحديدية
السماء الحديدية (بالإنجليزية: Iron Sky)‏ هو فيلم حركة أُصدر في أستراليا وفنلندا سنة 2012.

## القصة
تدور أحداث الفيلم حول نازيين اختبئوا في قاعدة سرية على سطح القمر منذ عام 1945 من أجل التخطيط للعودة إلى السلطة في الأرض عام 2018.

## الميزانية والإيرادات
حقق أرباحا تقدر بـ 8,135,031 دولار.

## روابط خارجية
- السماء الحديدية على موقع IMDb (الإنجليزية)
- السماء الحديدية على موقع ميتاكريتيك (الإنجليزية)
- السماء الحديدية على موقع روتن توميتوز (الإنجليزية)
- السماء الحديدية على موقع نتفليكس (الإنجليزية)
- السماء الحديدية على موقع قاعدة بيانات الأفلام العربية
- السماء الحديدية على موقع ألو سيني (الفرنسية)
- السماء الحديدية على موقع Turner Classic Movies (الإنجليزية)
- السماء الحديدية على موقع أول موفي (الإنجليزية)
- السماء الحديدية على موقع بوكس أوفيس موجو (الإنجليزية)
- السماء الحديدية على موقع فيلمافينيتي (الإسبانية)